# 周嗣哲
周嗣哲（1554年—？），字宇明，號震源，直隸蘇州府吳縣人，衛籍，明朝政治人物。

## 生平
萬曆元年（1573年）癸酉科應天鄉試七十一名，萬曆十四年（1586年）丙戌科會試六十八名，登三甲第二百二十九名進士。兵部观政，十五年授河南某知縣，調繁長垣縣，十七年丁憂，二十一年補处州府儒學教授，卒于官。

## 家族
曾祖周美；祖父周宗海；父周鑄。母朱氏。严侍下。兄孔時、孔昭（监生）、嗣炜（庠生）。弟孔明、嗣彦。